# 唐川侑己
唐川 侑己（からかわ ゆうき、1989年7月5日 - ）は、千葉県成田市出身のプロ野球選手（投手）。右投右打。千葉ロッテマリーンズ所属。

## 経歴

### プロ入り前
父親の方針で小学校入学当時は空手（緑帯）を始め、成田市立成田小学校3年から成少フォックスに入団し野球を始める。以来一貫して投手を務めている。小学校6年で千葉県大会ベスト8。成田小学校の2学年上に、女子マラソン選手の田中智美がいた。
中学では熱心な誘いを受けていた強豪シニアリーグのチームには入らず、成田市立西中学校の軟式野球部に入部。これも身体が出来ていないうちから硬球での野球をさせることに反対していた父親の方針からだった。中学3年時にはKボール成田市選抜のエースとして全国大会準優勝を果たした。

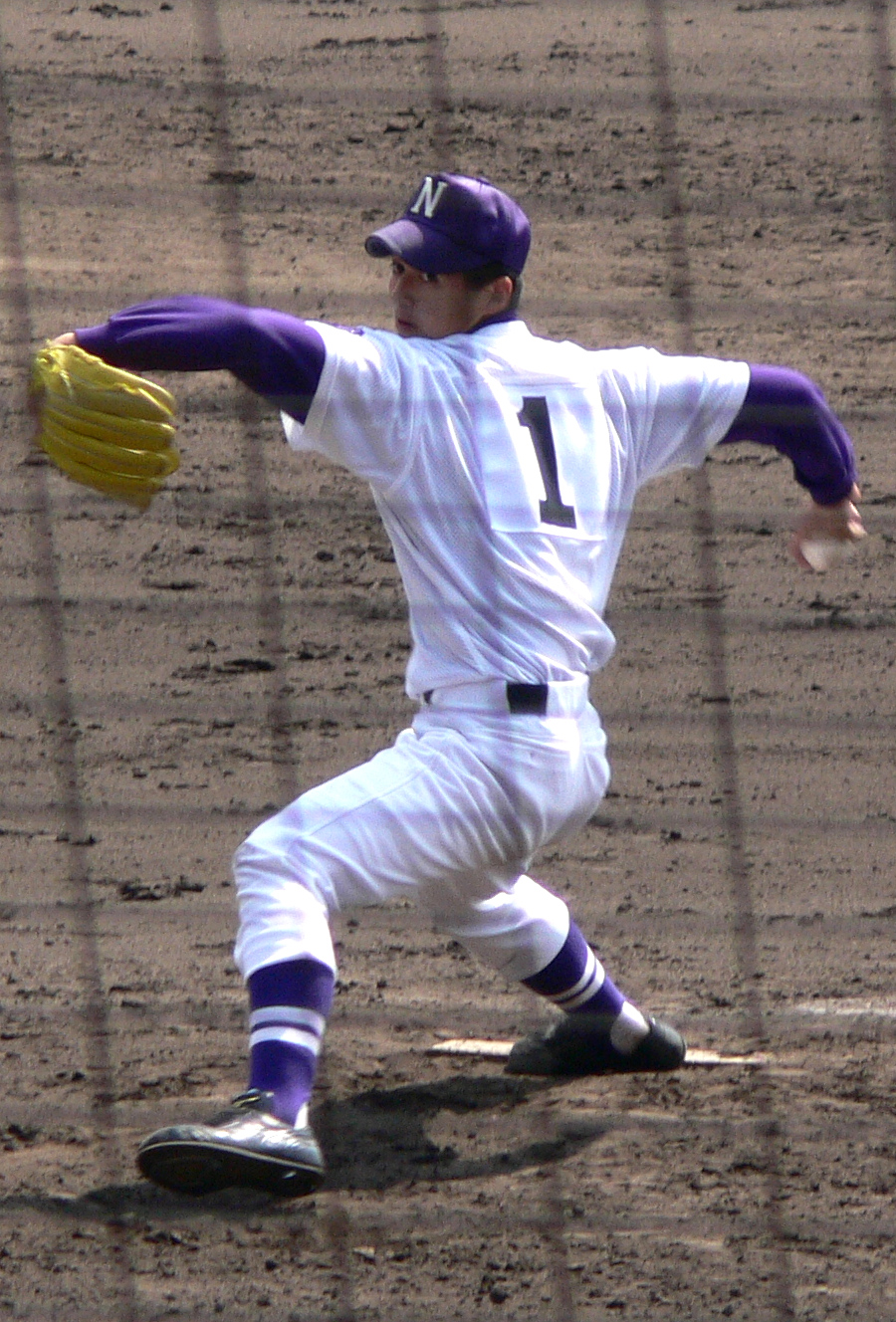
2007年3月26日第79回選抜高等学校野球大会、広陵高校戦にて

高校は成田高等学校に進学。小学生のころから成田高校の試合を見に行っており、当然のようにここに入るのだと思っていたのだという。入学後ブルペンでの投球を見た尾島治信監督が、1年生ながらその抜群のコントロールに驚き、急遽4月第2週目の練習試合で投げさせたところ、2イニングで6奪三振といきなり非凡な才能を見せた。1年夏からベンチ入りし（背番号18）、同年秋の関東大会から背番号1をつける。秋の千葉県大会決勝では、岩嵜翔擁する市立船橋高に勝利。続く関東大会では成田高校の初優勝の原動力（唐川は1回戦と2回戦に先発完投し2勝）となり、同校の選抜初出場を確実にし、明治神宮大会にも出場した。
2年時の第78回選抜では、1回戦の小松島高戦で10奪三振を奪い完封し、一気に知名度を上げた。2回戦は神港学園高に0-2で惜敗。
優勝候補と目されていた夏の千葉大会では2回戦で先発するも、市立稲毛高に敗れ、初戦敗退に終わった。秋は県大会決勝で丸佳浩のいた千葉経済大附属に勝利し、関東大会へ出場。
3年時の第79回選抜では、初戦で延長12回の末、同年夏に準優勝した広陵高に敗戦。夏の千葉大会は4回戦で東海大浦安高と対戦。同大会28イニングス目で初となる失点を喫し、延長14回の末0-1で敗戦。当時バッテリーを組んだ西田和也捕手が得点できなかったことを謝罪すると、「自分が0点に抑えたら負けなかった。」と答えたという。夏の甲子園出場は逃したものの、県大会で投げた3試合で35奪三振とその力を充分に見せつけた。甲子園での通算成績は1勝2敗、防御率0.90だった。
高校生のドラフト候補として大阪桐蔭高の中田翔、仙台育英高の佐藤由規と共に高校ビッグ3と呼ばれた。その中で、2007年10月3日に行われたプロ野球ドラフト会議では、千葉ロッテマリーンズと広島東洋カープから1巡目指名を受け、抽選の結果、地元・ロッテが交渉権を獲得。同年11月6日、契約金9000万円・年俸1000万円（金額はいずれも推定）で仮契約が成立した。背番号は19。

### ロッテ時代

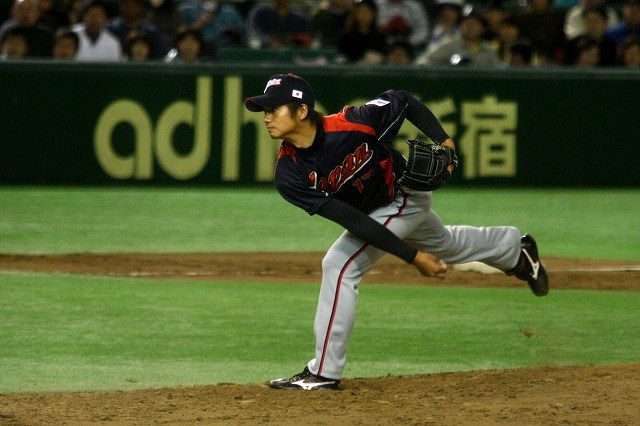
2009年11月 U-26NPB選抜(東京ドーム)

2008年4月23日、高校ビッグ3の中で最初に一軍登録。4月26日の対福岡ソフトバンクホークス戦（福岡Yahoo!JAPANドーム）でプロ初登板・初先発し、7回無失点で、ドラフト制導入以後ではロッテ球団史上初の、高卒新人プロ初登板初先発初勝利を果たした。また、この勝利は平成生まれのプロ野球選手の勝利投手第1号でもあった。5月3日のプロ第2戦となった対埼玉西武ライオンズ戦（千葉マリンスタジアム）では高卒新人としてドラフト制度施行後初の無四球完投（1失点）を達成。5月13日の対北海道日本ハムファイターズ戦（東京ドーム）でも8回2失点で、デビューから3連勝を飾った。しかし、交流戦は4試合で0勝1敗、防御率8.05と打ち込まれると、以降は不調に終わり、規定投球回到達はならなかったが、高卒新人ながら5勝4敗、防御率4.85の成績を残した。
2009年は、開幕から先発ローテーションに入り、5月10日の対東北楽天ゴールデンイーグルス戦（千葉マリン）でボビー・バレンタイン監督の期待に応えプロ初完封を果たすと、5月19日の対横浜ベイスターズ戦（千葉マリン）は9回1失点と2試合連続完投で4勝目を挙げたが、以降は援護に恵まれず、21試合に先発し、5勝8敗、防御率3.64の成績を残した。中9日で挑んだシーズン最終戦の対楽天戦（クリネックススタジアム宮城）では、6回1/3を5失点で降板。規定投球回まであと2/3回届かなかった。
2010年も開幕から先発ローテーションに入り、3月22日の対西武戦（西武ドーム）で9回2失点と完投でシーズン初勝利を挙げた。しかし、5月13日の対横浜戦（横浜スタジアム）で、武山真吾の放った打球を右手に受け、中指を骨折。5月15日に出場選手登録を抹消された。8月12日の対日本ハム戦で復帰し6回2失点で勝利を挙げると、8月19日の対日本ハム戦（東京ドーム）ではプロ2度目の完封勝利。次戦でも勝利を挙げ、復帰後3連勝となったが、9月1日に右肘の張りで出場選手登録を抹消され、レギュラーシーズンを終えた。最終的に6勝3敗、防御率2.71という成績を残したが、規定投球回到達はならなかった。日本シリーズ第4戦で69日ぶりに登板し、平成生まれとして初の日本シリーズ登板を果たすも3回1/3を2失点で降板した。11月13日、東京ドームでのSKワイバーンズとの日韓クラブチャンピオンシップで先発登板し、5回を被安打2で無失点で勝利投手になった。
2011年は、3年連続となる開幕先発ローテーション入りを果たし、4月20日の対西武戦（QVCマリンフィールド）でシーズン初勝利をプロ入り3度目の完封勝利で挙げた。前日に成瀬善久も完封勝利を挙げており、球団では1996年に薮田安彦とエリック・ヒルマンが対近鉄バファローズ戦で達成して以来、15年ぶりの、2試合連続の完投完封勝利となった。5月14日の対楽天戦（QVCマリン）、6月28日の対日本ハム戦（札幌ドーム）でも完封勝利を果たすなど、前半戦だけで8勝を挙げ、自身初となるオールスターゲーム出場を果たした。後半戦も白星を重ね、最終的に24試合に先発し、リーグ7位タイの12勝（6敗）、同6位の防御率2.41、同3位タイの3完封を記録し、自身初の2桁勝利と規定投球回数到達を達成した。
2012年は、4年連続となる開幕先発ローテーション入りを果たすと、4月14日の対ソフトバンク戦（ヤフードーム）では、同世代の岩嵜翔と投げ合い、7回2/3まで完全投球を見せるなど、9回4安打1失点で2勝目を挙げた。6月に右肩の違和感で出場選手登録を抹消されたが、前半戦は12試合に登板。8勝2敗、防御率2.66と、安定した成績を残し、2年連続でオールスターゲームに選出された。しかし、7月14日に右肘の違和感で登録抹消。その後、右肘内側靱帯炎と診断され、オールスターゲーム出場は辞退。そのまま一軍に再昇格することなくシーズンを終えた。
2013年は、5年連続となる開幕先発ローテーション入りを果たし、シーズンを通して負傷離脱することなく先発ローテーションを守り、自己最多となる27試合に先発。2桁勝利はならなかったが、チーム最多タイの9勝（11敗）、防御率4.18の成績を残し、チームで唯一、規定投球回をクリアした。10月14日には、クライマックスシリーズファーストステージ第3戦に先発。5回0/3を1失点で、クライマックスシリーズ初登板初先発初勝利となり、ファイナルステージ進出に貢献した。ファイナルステージでは第4戦に先発するも、1回1/3を3失点で降板となり、チームも敗退した。
2014年は、6年連続となる開幕先発ローテーション入りとなるが、不調で開幕から5連敗。2回1/3を7失点でKOされた翌日の4月13日に、プロ初となる中継ぎ登板も経験した。二軍降格も経験し、7月1日の対ソフトバンク戦（東京ドーム）でシーズン初勝利を挙げたが、その後も6試合勝利を挙げられなかった。しかし、8月20日の対オリックス戦（QVCマリン）では2番手で登板し、2回5奪三振無失点でプロ初ホールドを記録すると、中3日でソフトバンク戦に登板し、7回無失点で2勝目を挙げた。その後は4試合に先発（2試合に救援登板）し、2勝1敗。9月26日の日本ハム戦には2年ぶりの完投勝利を挙げた。最終的に4勝9敗1ホールド、防御率4.66の成績を残した。
2015年は、7年連続となる開幕先発ローテーション入りとなったが、初先発となった対日本ハム戦（QVCマリン）では3回1/3を8失点と乱調で、翌日に二軍降格。再昇格後は援護にも恵まれ3連勝となるが、波に乗り切れず、8月15日の対オリックス戦（京セラドーム）で、2回4失点で降板してからは登板機会がなく、12試合の登板で5勝4敗、防御率は自己ワーストの6.32に終わった。
2016年は、キャンプから二軍で過ごし、ルーキーイヤーを除いて初めて開幕先発ローテーション入りを逃したが、5月6日に一軍昇格。後半戦に先発ローテーションに定着し、8月11日の対楽天戦（QVCマリン）で5年ぶりの完封勝利を挙げた。最終的に15試合に先発し、6勝6敗、防御率2.84の成績を残した。
2017年は、開幕から先発ローテーションに入るも、開幕7試合で1勝6敗、防御率4.89と不安定な投球が続いたが、その後もシーズン通して先発ローテーションに定着。最終的に21試合に先発し、5勝10敗、防御率4.49でシーズンを終えた。特にオリックス戦は6試合で3勝0敗、防御率は1.89と相性が良かった。
2018年は、4月中盤から先発ローテーションに加わったが、3試合全て自責点4で3連敗し二軍落ちを経験する。7月5日の対オリックス戦（京セラドーム）で先発登板しシーズン初勝利を挙げたが、先発登板はこの登板が最後となり、シーズン後半から中継ぎに転向。8月7日の対ソフトバンク戦（ZOZOマリンスタジアム）で4年ぶりにリリーフ登板しシーズン初ホールドを挙げると、以降21試合で1失点、防御率は0.36と、中継ぎとして新たな新境地を開拓し、ここ数年の低迷から復活の一歩を踏み出した。シーズン成績は1勝3敗4ホールド、防御率2.83で終えた。
2019年は、中継ぎとして開幕一軍入り。勝ち試合の8回を任され、開幕から7試合連続無失点を記録した。前半戦最終戦となる7月10日の対日本ハム戦（ZOZOマリン）では、マイク・ボルシンガーが右足捻挫により登板回避した影響で、ブルペンデーの1番手として1年ぶりの先発登板。1回を無失点に抑え交代した。しかし、シーズン後半に入ると失速。特に8月は6試合の登板で防御率17.39と打ち込まれるなど好不調の波が激しく、最終的に5勝3敗14ホールド、防御率5.26で終えた。
2020年は、当初は先発としてシーズンを迎えた。しかし、開幕から8回を任されていたジェイ・ジャクソンが7月8日に退団したことで、7回を投げていたフランク・ハーマンが8回に配置転換。しかし、7回を投げる選手が流動的になり、7月終了時点の救援防御率が4.39と低迷したことで、7月29日にリリーフとしてシーズン初の一軍昇格。8月9日の対オリックス戦（京セラドーム）でシーズン初ホールドを挙げると、以降は勝ち試合の7回に定着。9月23日の対楽天戦（楽天生命パーク宮城）で浅村栄斗に2点本塁打を打たれ敗戦投手となるまで、17試合で無失点、防御率0.00と完璧な投球を見せた。その後もハーマン、益田、途中加入の澤村拓一らとともにリリーフ陣を支え、チームの救援防御率はリーグ2位の3.30となった。最終的に32試合に登板。1勝1敗、14ホールド、防御率1.19を記録し、チーム13年ぶりの2位、4年ぶりのAクラス入り・クライマックスシリーズ進出に貢献した。クライマックスシリーズでは第1戦・第2戦ともに登板し、共に無失点に抑えたが、チームは敗戦した。シーズンオフには、2018年に獲得した海外FA権を行使し、国内移籍することを検討していることが報道されたが、12月4日に残留することが発表され、同21日には1800万円増の年俸8000万円で複数年契約を結んだ（金額は推定）。
2021年、6月17日に首のヘルニアで登録を抹消され、9月下旬まで離脱をしたが、38試合に登板して4勝2敗、防御率2.72という成績を残した。
2022年は、前年右膝を痛めた影響で復帰が遅れ、8月3日に一軍に合流する。8月24日の西武戦（ZOZOマリン）で、7回に中継ぎとして登板すると裏にチームが勝ち越し勝利投手となり、球団初となるプロ1年目から15年連続勝利を記録する。9月10日の楽天戦（楽天生命パーク）まで14試合に登板し、防御率0.71と好投を続けていたが、9月11日の同じく楽天戦から打たれだし、防御率5.28と成績を落とし登録を抹消された。12月12日の契約更改で1億円で更改し、プロ15年目で『大台』に到達した。
2023年は、中継ぎとして5試合に登板したが防御率7.71と結果が残せず、二軍での調整が続いた。8月からは二軍で先発調整を始め、10月3日の西武戦（ZOZOマリン）では4年ぶりに一軍で先発を務めたが、3回5安打2失点で敗戦投手となった。最終的に6試合の登板で0勝1敗1ホールド、防御率7.04とプロ入りしてから初めて勝ち星のないシーズンとなり、3850万円減の年俸7150万円で新たに単年契約を結んだ。
2024年は、先発に再転向し、4月16日の西武戦（ZOZOマリン）では、勝ち星は付かなかったが、5回まで完全投球で6回1安打無失点に抑える好投を見せる。7月27日の楽天戦（楽天モバイルパーク）で、6回1失点に抑え、2018年以来2214日ぶりに先発勝利を挙げた。

## 選手としての特徴

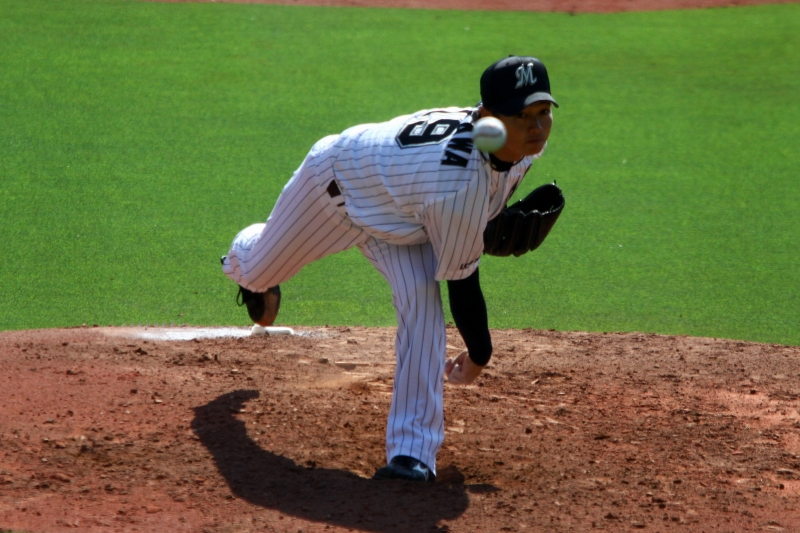
2011年、QVCマリンフィールドにて

プロ入りまでクイックモーションができなかった。成田高校・尾島監督はクイックを教えることでフォームのバランスを崩してしまうことが怖かったと語り、プロ入り後にクイックを習得した。
相手打者からはストレートとスライダーの腕の振りがまったく一緒でタイミングが取れない、ストレートの速度表示と体感速度が違うと評される。直球は速いが速球派というほどではなく、変化球は多彩だが視界から消えるほどではない。しかし、何故か打てないといわれるピッチャーと言われていた。
2013年頃よりストレートの球速が低下し、成績も悪化気味（個人成績参照）であったため、後述のように2度の大きなモデルチェンジを果たしている。

### 2015年以前
平均球速約139km/h（2011年）のストレートとスライダーを軸に、平均球速101km/hのカーブ、チェンジアップをバランス良く投げ分け、稀にシュートも混ぜる投球スタイルであった。しかし、2015年ごろには平均球速が136km/hまで落ち込んでいた。

### 2016年～2018年
平均球速を高校時代の最速である148km/hに近い140km/h台半ばまで戻したストレート、スライダー、カーブを軸とし、稀にチェンジアップ、シュート、フォークを投じる投球スタイルであった。

### 2019年以降
中継ぎに本格転向した2019年以降は、走者なしでもセットポジションから投げるフォームに変更。140km/h半ばのストレートと、ストレートとほぼ同じ軌道・球速のカットボールを中心に、同球速のスプリット、大きなカーブを交える投球スタイルに変化した。さらに、2020年はスプリットの変化を大きく、また以前も使用していた（外に逃げる）チェンジアップを投げるなど、毎年マイナーチェンジしている。

## 人物
座右の銘は「泰然自若」。父親の好きな言葉でもあるという。
唐川の名字と組み合わせると『努力すれば大成する』画数ということで、唐川家の子供の名前は字画を8画＋3画になっているという。飼い犬の拉々（ララ）も同じく8画＋3画。
母親曰く「控えめな、ほわっとした子」で、プロ野球選手になるとは思っていなかったという。また中学3年生時点で進路希望に「公務員」と書いた。両親が安定した職業に就いて欲しいと考えていると思ったからだという。
ロッテ新人寮に入寮する際、あざらしの形をした抱き枕のしろたんを持参し話題になった。ロッテのユニフォームを着たコラボ商品・マリーンズしろたん抱き枕やマスコットが制作され、2009年の新春初売りイベントで発売したところ5分で完売した。
爪が割れやすい体質であり、ネイリストの経験がある姉に定期的にケアをしてもらっている。
2016年7月に高校時代の同級生との結婚を公表した。

## 詳細情報

### 年度別投手成績
| 年 度      | 球 団      | 登 板 | 先 発 | 完 投 | 完 封 | 無 四 球 | 勝 利 | 敗 戦 | セ 丨 ブ | ホ 丨 ル ド | 勝 率 | 打 者 | 投 球 回 | 被 安 打 | 被 本 塁 打 | 与 四 球 | 敬 遠 | 与 死 球 | 奪 三 振 | 暴 投 | ボ 丨 ク | 失 点 | 自 責 点 | 防 御 率 | W H I P |
| ---------- | ---------- | ----- | ----- | ----- | ----- | -------- | ----- | ----- | -------- | ----------- | ----- | ----- | -------- | -------- | ----------- | -------- | ----- | -------- | -------- | ----- | -------- | ----- | -------- | -------- | ------- |
| 2008       | ロッテ     | 15    | 15    | 1     | 0     | 1        | 5     | 4     | 0        | 0           | .556  | 358   | 81.2     | 102      | 8           | 12       | 0     | 3        | 57       | 1     | 0        | 52    | 44       | 4.85     | 1.40    |
| 2009       | ロッテ     | 21    | 21    | 3     | 1     | 2        | 5     | 8     | 0        | 0           | .385  | 596   | 143.1    | 145      | 11          | 28       | 2     | 6        | 115      | 0     | 0        | 62    | 58       | 3.64     | 1.21    |
| 2010       | ロッテ     | 11    | 11    | 2     | 1     | 0        | 6     | 3     | 0        | 0           | .667  | 306   | 73.0     | 69       | 3           | 20       | 0     | 4        | 51       | 1     | 0        | 24    | 22       | 2.71     | 1.22    |
| 2011       | ロッテ     | 24    | 24    | 5     | 3     | 2        | 12    | 6     | 0        | 0           | .667  | 681   | 168.1    | 146      | 6           | 35       | 0     | 8        | 122      | 1     | 0        | 50    | 45       | 2.41     | 1.08    |
| 2012       | ロッテ     | 12    | 12    | 3     | 0     | 1        | 8     | 2     | 0        | 0           | .800  | 341   | 84.2     | 81       | 4           | 15       | 1     | 2        | 32       | 0     | 1        | 26    | 25       | 2.66     | 1.12    |
| 2013       | ロッテ     | 27    | 27    | 0     | 0     | 0        | 9     | 11    | 0        | 0           | .450  | 728   | 168.0    | 185      | 12          | 46       | 2     | 3        | 80       | 2     | 0        | 85    | 78       | 4.18     | 1.38    |
| 2014       | ロッテ     | 23    | 19    | 1     | 0     | 0        | 4     | 9     | 0        | 1           | .308  | 520   | 116.0    | 146      | 10          | 33       | 1     | 8        | 62       | 3     | 1        | 65    | 60       | 4.66     | 1.54    |
| 2015       | ロッテ     | 12    | 12    | 0     | 0     | 0        | 5     | 4     | 0        | 0           | .556  | 288   | 62.2     | 78       | 9           | 27       | 0     | 3        | 31       | 1     | 0        | 45    | 44       | 6.32     | 1.68    |
| 2016       | ロッテ     | 15    | 15    | 1     | 1     | 0        | 6     | 6     | 0        | 0           | .500  | 373   | 88.2     | 84       | 2           | 37       | 1     | 3        | 64       | 1     | 3        | 30    | 28       | 2.84     | 1.36    |
| 2017       | ロッテ     | 21    | 21    | 1     | 0     | 0        | 5     | 10    | 0        | 0           | .333  | 555   | 126.1    | 135      | 18          | 37       | 0     | 7        | 86       | 1     | 2        | 69    | 63       | 4.49     | 1.36    |
| 2018       | ロッテ     | 25    | 4     | 0     | 0     | 0        | 1     | 3     | 0        | 4           | .250  | 188   | 47.2     | 43       | 5           | 10       | 1     | 1        | 31       | 0     | 0        | 17    | 15       | 2.83     | 1.11    |
| 2019       | ロッテ     | 40    | 1     | 0     | 0     | 0        | 5     | 3     | 0        | 14          | .625  | 168   | 37.2     | 47       | 7           | 6        | 0     | 1        | 30       | 0     | 0        | 25    | 22       | 5.26     | 1.41    |
| 2020       | ロッテ     | 32    | 0     | 0     | 0     | 0        | 1     | 1     | 0        | 14          | .500  | 118   | 30.1     | 22       | 1           | 9        | 0     | 0        | 23       | 0     | 0        | 4     | 4        | 1.19     | 1.02    |
| 2021       | ロッテ     | 38    | 0     | 0     | 0     | 0        | 4     | 2     | 0        | 22          | .667  | 150   | 36.1     | 29       | 4           | 13       | 0     | 1        | 26       | 1     | 0        | 11    | 11       | 2.72     | 1.16    |
| 2022       | ロッテ     | 17    | 0     | 0     | 0     | 0        | 2     | 1     | 0        | 8           | .667  | 63    | 15.1     | 14       | 3           | 2        | 0     | 1        | 8        | 0     | 0        | 9     | 9        | 5.28     | 1.04    |
| 2023       | ロッテ     | 6     | 1     | 0     | 0     | 0        | 0     | 1     | 0        | 1           | .000  | 37    | 7.2      | 15       | 1           | 1        | 0     | 0        | 2        | 0     | 0        | 6     | 6        | 7.04     | 2.09    |
| 2024       | ロッテ     | 8     | 6     | 0     | 0     | 0        | 3     | 2     | 0        | 0           | .600  | 147   | 38.0     | 28       | 5           | 3        | 0     | 2        | 31       | 0     | 0        | 10    | 10       | 2.37     | 0.82    |
| 通算：17年 | 通算：17年 | 347   | 189   | 17    | 6     | 6        | 81    | 76    | 0        | 64          | .516  | 5617  | 1325.2   | 1369     | 109         | 334      | 9     | 53       | 851      | 12    | 7        | 590   | 544      | 3.69     | 1.28    |

- 2024年度シーズン終了時
- 各年度の太字はリーグ最多

### 年度別守備成績
| 年 度 | 球 団  | 投手  | 投手  | 投手  | 投手  | 投手  | 投手     |
| 年 度 | 球 団  | 試 合 | 刺 殺 | 補 殺 | 失 策 | 併 殺 | 守 備 率 |
| ----- | ------ | ----- | ----- | ----- | ----- | ----- | -------- |
| 2008  | ロッテ | 15    | 3     | 8     | 1     | 1     | .917     |
| 2009  | ロッテ | 21    | 7     | 24    | 0     | 1     | 1.000    |
| 2010  | ロッテ | 11    | 4     | 8     | 0     | 0     | 1.000    |
| 2011  | ロッテ | 24    | 6     | 31    | 0     | 1     | 1.000    |
| 2012  | ロッテ | 12    | 4     | 14    | 0     | 1     | 1.000    |
| 2013  | ロッテ | 27    | 5     | 25    | 1     | 2     | .968     |
| 2014  | ロッテ | 23    | 3     | 27    | 0     | 2     | 1.000    |
| 2015  | ロッテ | 12    | 3     | 7     | 2     | 0     | .833     |
| 2016  | ロッテ | 15    | 10    | 17    | 0     | 4     | 1.000    |
| 2017  | ロッテ | 21    | 9     | 22    | 2     | 0     | .939     |
| 2018  | ロッテ | 25    | 3     | 9     | 2     | 0     | .857     |
| 2019  | ロッテ | 40    | 0     | 11    | 0     | 0     | 1.000    |
| 2020  | ロッテ | 32    | 2     | 4     | 0     | 0     | 1.000    |
| 2021  | ロッテ | 38    | 0     | 7     | 0     | 0     | 1.000    |
| 2022  | ロッテ | 17    | 0     | 2     | 0     | 0     | 1.000    |
| 2023  | ロッテ | 6     | 2     | 0     | 0     | 0     | 1.000    |
| 2024  | ロッテ | 8     | 2     | 2     | 0     | 0     | 1.000    |
| 通算  | 通算   | 347   | 63    | 218   | 8     | 12    | .972     |

- 2024年度シーズン終了時

### 記録
初記録
- 初登板・初先発登板・初勝利・初先発勝利：2008年4月26日、対福岡ソフトバンクホークス8回戦（福岡Yahoo! JAPANドーム）、7回無失点
- 初奪三振：同上、1回裏に川﨑宗則から空振り三振
- 初完投勝利：2008年5月3日、対埼玉西武ライオンズ7回戦（千葉マリンスタジアム）、9回1失点
- 初完封勝利：2009年5月10日、対東北楽天ゴールデンイーグルス8回戦（千葉マリンスタジアム）

※以上の記録は全て平成生まれの選手としての初記録でもある。
- 初ホールド：2014年8月20日、対オリックス・バファローズ16回戦（QVCマリンフィールド）、6回表に2番手で救援登板、2回を無失点

節目の記録
- 1000投球回：2017年4月16日、対埼玉西武ライオンズ3回戦（ZOZOマリンスタジアム）、1回表三死目に外崎修汰を三ゴロ ※史上346人目、平成生まれ初

その他の記録
- オールスターゲーム出場：1回（2011年） ※2012年も選出されたが、出場辞退

### 背番号
- 19（2008年 - ）

### 登場曲
- 「タッチ」岩崎良美（2008年 - 2009年）
- 「SUPERSTAR」FIRE BALL（2010年）
- 「ジャンピン」KARA（2011年）
- 「Dreammaker」ナオト・インティライミ（2012年）
- 「ONLY YOU」安室奈美恵（2013年）
- 「Rock Around The Clock」Bill Haley & His Comets（2014年）
- 「Eeny, meeny, miny, moe!」三代目 J Soul Brothers from EXILE TRIBE（2015年 - 2016年）
- 「Dirty Work」Austin Mahone（2017年）
- 「Get the Party Started」Shirley Bassey（2018年 - ）

## 関連情報

### DVD
- 千葉ロッテマリーンズ 唐川侑己 ～飛翔～（PCBG-51494 2012年3月21日発売、発売元：フジテレビジョン/ポニーキャニオン）